# 신평동 (부산)
신평동(新平洞)은 대한민국 부산광역시 사하구의 법정동이다.

## 역사
- 조선시대 경상도 동래군(동래현, 동래부) 사하면
- 1910년 10월 1일 경상남도 부산부 사하면 신평동[1]
- 1914년 4월 1일 경상남도 동래군 사하면 신평리[2]
- 1942년 10월 1일 경상남도 부산시 신평동[3]
- 1951년 9월 1일 경상남도 부산시 신평동(서부출장소 사하지소 관할)
- 1957년 1월 1일 경상남도 부산시 서구 신평동[4]
- 1963년 1월 1일 부산직할시 서구 신평동(사하출장소)[5]
- 1975년 10월 1일 부산직할시 서구 신평동(시직할 사하출장소)
- 1983년 12월 15일 부산직할시 사하구 신평동[6]
- 1992년 9월 1일 부산직할시 사하구 신평1동, 신평2동 분동
- 1995년 1월 1일 부산광역시 사하구 신평1동, 신평2동[7]

## 관공서
- 부산사하경찰서
- 부산사하소방서
- 해양경찰청정비창
- 부산신평우체국

## 교육
- 신평초등학교
- 신촌초등학교
- 신남초등학교
- 대동중학교
- 대동고등학교
- 성일여자고등학교

## 주거

### 아파트
신평동
- 한국토지주택공사 / 동광건설 사하 동광뷰웰 : 2016년 12월 입주.
- 신평한성기린
- 신평한성임호